# CrowdStrike
CrowdStrike Holdings, Inc. é uma empresa estadunidense de tecnologia de segurança cibernética com sede em Austin, Texas. Ele fornece proteção e serviços de resposta a ataques cibernéticos.
A empresa esteve envolvida em investigações de vários ataques cibernéticos de alto perfil, incluindo o ataque cibernético contra a Sony Pictures em 2014, os ataques cibernéticos de 2015–16 ao Comitê Nacional Democrata (DNC) e o vazamento de e-mail de 2016 envolvendo o DNC. Em julho de 2024, uma atualização defeituosa do seu software de segurança causou interrupções globais nos computadores, afetando viagens aéreas, serviços bancários, radiodifusão e outros serviços.

## História

### Fundação: 2011–2019
CrowdStrike foi cofundada por George Kurtz (CEO), Dmitri Alperovitch (ex-CTO) e Gregg Marston (CFO, aposentado) em 2011. Em 2012, Shawn Henry, ex-funcionário do Federal Bureau of Investigation (FBI), foi contratado para liderar a subsidiária CrowdStrike Services, Inc., que se concentrava em serviços proativos e de resposta a incidentes. Em junho de 2013, a empresa lançou seu primeiro produto, CrowdStrike Falcon, que fornecia proteção de endpoint, inteligência de ameaças e atribuição.
Em maio de 2014, os relatórios da CrowdStrike ajudaram o Departamento de Justiça dos Estados Unidos a acusar cinco hackers militares chineses por espionagem económica cibernética contra empresas dos Estados Unidos. A CrowdStrike também descobriu as atividades do Energetic Bear, um grupo ligado ao Serviço Federal de Segurança da Rússia que conduziu operações de inteligência contra alvos globais, principalmente no setor energético.
Após o hack da Sony Pictures, a CrowdStrike descobriu evidências que implicavam o governo da Coreia do Norte e demonstrou como o ataque foi realizado. Em 2014, a CrowdStrike desempenhou um papel na identificação de membros do Putter Panda, o grupo chinês de hackers patrocinado pelo Estado, também conhecido como PLA Unit 61486.
Em maio de 2015, a empresa divulgou informações sobre o VENOM, uma falha crítica em um hipervisor de código aberto chamado Quick Emulator (QEMU), que permitia que invasores acessassem informações pessoais confidenciais. Em outubro de 2015, a CrowdStrike anunciou que tinha identificado ataques de hackers chineses contra empresas tecnológicas e farmacêuticas na época em que o então presidente dos EUA, Barack Obama, e o líder da China, Xi Jinping, concordaram publicamente em não realizar espionagem econômica um contra o outro. O suposto hackeamento teria violado esse acordo.
Em 2017, a empresa atingiu uma avaliação de mais de 1 bilhão de dólares, com uma receita anual estimada de 100 milhões de dólares. Em junho de 2018, a empresa disse que estava avaliada em mais de 3 bilhões de dólares. Entre seus investidores estão Telstra, March Capital Partners, Rackspace, Accel Partners e Warburg Pincus.
Em junho de 2019, a empresa fez uma oferta pública inicial na Nasdaq.

### Aquisições: 2020–2024
Em setembro de 2020, a CrowdStrike adquiriu o provedor de tecnologia Preempt Security por 96 milhões de dólares. Em fevereiro de 2021, a empresa adquiriu a plataforma dinamarquesa de gerenciamento de logs Humio por 400 milhõesde dólares com planos de integrar a agregação de log da Humio à oferta XDR da CrowdStrike. Mais tarde naquele mês de novembro, a CrowdStrike adquiriu o SecureCircle, um serviço de segurança cibernética baseado em SaaS que estende a segurança de endpoint de confiança zero para incluir dados. Em dezembro de 2021, a empresa mudou sua sede de Sunnyvale, Califórnia, para Austin, Texas. Em 2023, introduziu o serviço CrowdStream em colaboração com Cribl.io. Também se concentrou em trabalhar com o governo dos Estados Unidos e vender seus serviços para agências governamentais. A CrowdStrike juntou-se ao índice S&P 500 em junho de 2024. Em 2023, a adquiriu a startup israelense de segurança cibernética Bionic.ai. Em 2024, a CrowdStrike adquiriu a startup israelense Flow Security.

### Incidente de 2024
Em 19 de julho de 2024, uma atualização de software defeituosa do scanner de vulnerabilidade CrowdStrike Falcon Sensor causou telas azuis mortais em máquinas Microsoft Windows, interrompendo milhões de computadores Windows em todo o mundo. As máquinas afetadas foram forçadas a entrar em um bootloop, tornando-as inutilizáveis. O tempo de inatividade causou um impacto global generalizado, suspendendo voos de companhias aéreas comerciais, derrubando temporariamente o sinal do canal britânico Sky News e impactando os centros de atendimento de emergência 911. Em 19 de julho de 2024, as ações da CrowdStrike fecharam as negociações a um preço de $304,96. -38,09 com uma queda de -11,10%.

## Estatísticas
(O Ano Fiscal termina em 31 de janeiro)
| AF   | Receita Milhões US$ | Receita líquida Milhões US$ | Bilanzsumme Milhões US$ | Funcionários |
| ---- | ------------------- | --------------------------- | ----------------------- | ------------ |
| 2018 | 119                 | −141                        | …                       | …            |
| 2019 | 250                 | −140                        | 433                     | 1.455        |
| 2020 | 481                 | −142                        | 1.405                   | 2.309        |
| 2021 | 874                 | −93                         | 2.733                   | 3.394        |
| 2022 | 1.452               | −235                        | 3.618                   | 4.965        |
| 2023 | 2.241               | −183                        | 5.027                   | 7.273        |
| 2024 | 3.056               | 91                          | 6.647                   | 7.925        |